# George H. Heinke

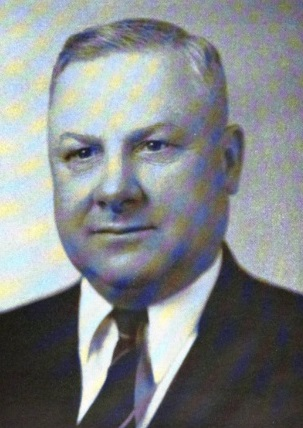
George H. Heinke

George Henry Heinke (* 22. Juli 1882 bei Dunbar, Otoe County, Nebraska; † 2. Januar 1940 in Morrilton, Arkansas) war ein US-amerikanischer Politiker. Zwischen 1939 und 1940 vertrat er den ersten Wahlbezirk des Bundesstaates Nebraska im US-Repräsentantenhaus.

## Werdegang
George Heinke wurde auf einer Farm in der Nähe von Dunbar geboren. Im Jahr 1889 zog er mit seinen Eltern nach Douglas und 1891 nach San Angelo in Texas. 1894 kam die Familie nach Nebraska zurück, wo sie sich in Talmage niederließ. George Heinke besuchte in diesen Orten die öffentlichen Schulen und studierte dann bis 1908 an der University of Nebraska Jura. Nach seiner im selben Jahr erfolgten Zulassung als Rechtsanwalt begann er in Nebraska City in seinem neuen Beruf zu arbeiten.
Heinke wurde Mitglied der Republikanischen Partei. Zwischen 1919 und 1923 und nochmals von 1927 bis 1935 war er Bezirksstaatsanwalt im Otoe County. Bei den Kongresswahlen des Jahres 1938 wurde er in das US-Repräsentantenhaus gewählt, wo er am 3. Januar 1939 die Nachfolge des ihm zuvor unterlegenen Demokraten Henry Carl Luckey antrat. Heinke war fast genau ein Jahr lang im Kongress, als er am 2. Januar 1940 auf dem Weg zu einer Parlamentssitzung in Washington, D.C. an den Folgen eines Autounfalls in Arkansas verstarb.